# لاوديكي
لاوديكي أو لاوديكي الأولى هي أميرة من الأسرة السلوقية الحاكمة، التي تزوجت من ميتريداتس الأول كالينيكوس، ملك مملكة كوماجيني، خلال القرن الثاني قبل الميلاد. ويعتبر هذا الزواج جزءًا مهمًا من شبكة التحالفات السياسية بين الممالك الهلنستية في الشرق الأدنى القديم.

## النسب والأسرة
تنتمي لاوديكي إلى الأسرة السلوقية، التي أسسها الجنرال السلوقي سلوقس الأول نيكاتور، أحد أبرز قادة الإسكندر الأكبر، والتي حكمت أجزاء واسعة من الشرق الأدنى بعد وفاة الإسكندر. كانت الأسرة السلوقية تمتاز بنفوذ سياسي واسع وشبكة علاقات ملكية معقدة، حيث كان زواج أفراد العائلة أداة مهمة لتعزيز التحالفات وتوطيد السيطرة.
لاوديكي هي واحدة من عدة نساء في الأسرة التي حملت هذا الاسم، وهو اسم شائع بين الأميرات السلوقيات. لم تتوفر معلومات دقيقة عن والدها أو مكان ولادتها، إلا أن معظم المؤرخين يرجحون أنها كانت ابنة أحد الملوك السلوقيين، وربما من نسل سلوقس الثاني أو سلوقس الثالث، ما يجعلها شخصية ذات مكانة عالية في الهيكل الملكي.

## الزواج وأهميته السياسية
في فترة حكم ميتريداتس الأول كالينيكوس، واجهت مملكة كوماجيني تحديات كبيرة، منها الاستقلال عن النفوذ السلوقي والحفاظ على استقرار المملكة. لعب زواج لاوديكي دورًا محوريًا في بناء تحالف قوي بين مملكة كوماجيني والإمبراطورية السلوقية، مما ساعد في تأمين استقرار سياسي نسبي.
كان الزواج من لاوديكي وسيلة دبلوماسية لتعزيز الروابط بين المملكتين، وكان له أثر في دعم ميتريداتس الأول في مواجهة القوى الإقليمية الأخرى مثل الممالك البابلية والرومانية الصاعدة.

## دورها في البلاط الملكي
على الرغم من قلة المصادر التي تتحدث عن حياة لاوديكي بشكل مباشر، إلا أن كونها زوجة الملك وأم الوريث أنطيوخوس الأول ثيوس يعني أنها لعبت دورًا مهمًا في ضمان استمرارية الأسرة الحاكمة. النساء في البلاط السلوقي وملوك الهلنستيين كن غالبًا ما يمارسن نفوذًا غير مباشر عبر العلاقات الأسرية والولاء السياسي.
ومن المحتمل أن لاوديكي كانت داعمة قوية لابنها، وساهمت في تنشئته ليكون ملكًا قادرًا على قيادة مملكة كوماجيني، بالإضافة إلى دعم المشاريع الدينية والثقافية التي عززت مكانة المملكة في المنطقة.

## الثقافة والديانة
عاشت لاوديكي في فترة زمنية شهدت تداخل الثقافات الهلنستية والفارسية والشرقية، وهو ما انعكس في البلاط الملكي لكوماجيني. من المرجح أن لاوديكي كانت تتبع الممارسات الدينية الهلنستية التقليدية، مع احترامها للتقاليد المحلية، مما ساهم في استقرار المملكة ثقافيًا وسياسيًا.
كما أن زيجات العائلة الملكية غالبًا ما كانت تمثل جسورًا ثقافية بين الأمم المختلفة، فربطت بين التقاليد اليونانية والشرقية عبر رموز دينية مشتركة وتقاليد احتفالية متنوعة.

## الإرث والتأثير التاريخي
تظل لاوديكي مثالًا على الدور الحيوي الذي لعبته الأميرات والملكات السلوقيات في السياسة والديبلوماسية خلال العصر الهلنستي. رغم أن تاريخها الشخصي قليل التوثيق، إلا أن زواجها من ميتريداتس الأول كالينيكوس كان نقطة مفصلية ساهمت في تشكيل تحالفات إقليمية هامة.
ساهم هذا التحالف في حفظ استقلال مملكة كوماجيني وتعزيز مكانتها كدولة ذات سيادة في مواجهة الضغوط الخارجية، خصوصًا من الإمبراطورية الرومانية التي كانت في مرحلة توسع.